# Antoni Rogalewicz

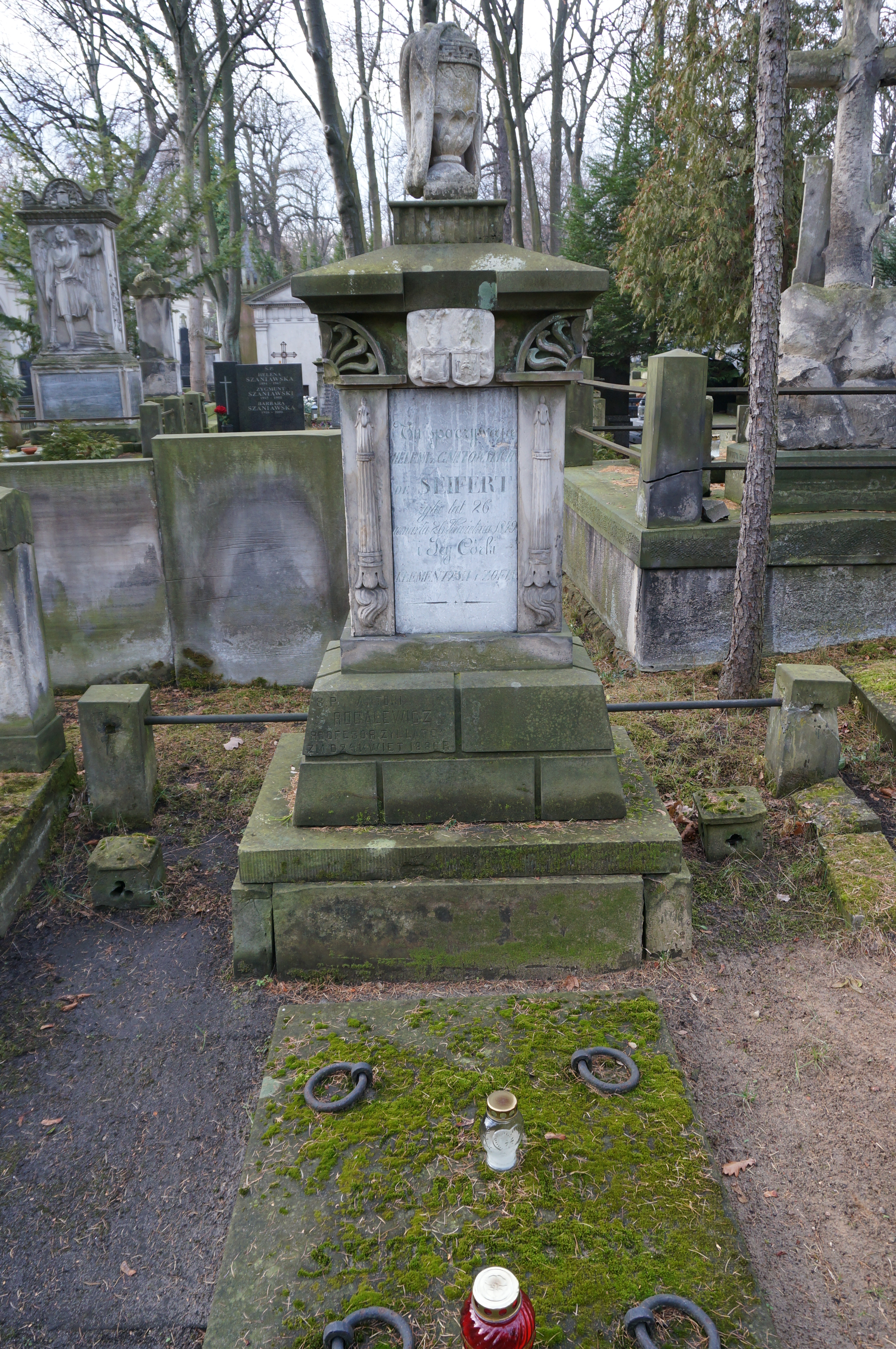
Grób Antoniego Rogalewicza na cmentarzu Powązkowskim

Antoni Rogalewicz (ur. w 1822, zm. 24 kwietnia 1886 r. w Warszawie) – związany z Warszawą pedagog, chemik, popularyzator nowoczesnej wiedzy rolniczej w XIX wieku.

## Życiorys
Ukończył w 1845 r. wydział filozoficzny uniwersytetu w Petersburgu (otrzymując tytuł rzeczywistego studenta).
Rogalewicz był nauczycielem w realnych szkołach rządowych w Królestwie Polskim (w Warszawie w latach 1845–1853 oraz 1859–1874, a także w Kielcach w latach 1853-1859). Pod koniec swojej pracy nauczycielskiej tytułował się asesorem kolegialnym (ósma ranga w rosyjskiej Tabeli Rang urzędniczych). Jak pisał przyrodnik Karol Jurkiewicz: "obok obowiązków nauczycielskich, pochłaniających cały czas zmarłemu, w wolniejszych chwilach starał się on także pracować i piórem [...] jeżeli imię zgasłego pracownika [nauki] głośniejszym na polu naukowym nie rozbrzmiało echem, to zapominać nie trzeba, że był on przede wszystkim nauczycielem, który całe życie ciężko na chleb powszedni pracować musiał".
Był autorem wielu publikacji i artykułów na tematy związane z chemią, rolnictwem i dziedzinami pokrewnymi (np. jedwabnictwa i garbarstwa). Opracowywał hasła do Encyklopedii Rolniczej, wydawanej w II połowie XIX wieku. W 1853 r. wszedł w skład dwunastoosobowego zespołu, który miał opracować Projekt do słownictwa chemicznego. Pod koniec życia pracował nad katalogowaniem przyrodniczych zbiorów bibliotecznych Władysława Michała Branickiego. Był jednym z autorów haseł do 28 tomowej Encyklopedii Powszechnej Orgelbranda z lat 1859-1868. Jego nazwisko wymienione jest w I tomie z 1859 roku na liście twórców zawartości tej encyklopedii.
Był autorem Przewodnika dla garbarzy, wydanego w Warszawie w 1862 r.
Należał (jako członek rzeczywisty) do Towarzystwa Zachęty Sztuk Pięknych.
Zmarł w swoim mieszkaniu przy ul. Hożej. Jego ciało spoczęło na cmentarzu Powązkowskim w grobie Seifertów i Zwolińskich (kwatera 12-5-22/23).

## Rodzina

Herb Rogalewiczów Rogala

Pochodził ze szlacheckiej rodziny herbu Rogala z Litwy, która jednak nie była wylegitymowana w Królestwie Polskim (stąd niekiedy mylne przypisywanie mu przez współczesnych historyków nauki pochodzenia mieszczańskiego, czy nawet chłopskiego). Był synem Tomasza, oficera kawalerii i powstańca listopadowego i Antoniny z Głuchowskich. Jego siostrą była m.in. Michalina Rogalewiczówna. Ożenił się z Balbiną Osiecką herbu Dołęga i miał z nią pięcioro dzieci: Marię Michalinę (żonę Michała Antoniego Zwolińskiego), Helenę Zofię, Bronisławę Antoninę, Mieczysława Piotra i Bronisława Antoniego. Balbina była siostrą Piotra Osieckiego, podporucznika i uczestnika powstania listopadowego. Jej wujem (mężem Rozalii Osieckiej) był Wawrzyniec Rawicz Mikulski, zamożny obywatel m. Warszawy, właściciel dóbr Bartodzieje, a także cegielni i sporego gruntu w Mokotowie.
Wnukiem Rogalewicza był Zdzisław Tomasz Rogalewicz, a prawnukiem Marian Kenig - działacze PPS.